# 危機 (1946年電影)
《危機》（瑞典語：Kris）是一部1946年的瑞典电影，由英格玛·伯格曼執導並編劇。這部電影是伯格曼擔任導演的第一部長片，劇本由他本人撰寫，改編自列克·費舍爾的丹麥廣播劇《Moderhjertet》。

## 剧情
故事讲述了一个年轻女孩与养母在小镇上过着平静的生活。18岁的内莉天真无邪，她越来越意识到自己的美貌对瑞典小村庄男人的影响。英厄堡是一个令人尊敬的沉闷女人，她教村里的年轻人弹钢琴，还经营着一家客房，为了养女，她无疑牺牲了很多。内莉即将长大成人，英厄堡的健康状况也越来越差，燕妮小姐戴着花哨的帽子，涂着指甲油，带着她那踯躅不前的成熟气息，带着她被抛弃已久的女儿去品尝城市生活的放纵果实。
燕妮曾有过一段坎坷的过去，包括卖淫和其他丑闻，但现在她拥有一家美容院，这给了她一些物质和其他方面的生活享受。其中有一位潇洒的大胡子绅士名叫雅克，他作为不速之客跟随燕妮来到村子里。燕妮来这里的目的是为了在一个慈善舞会上与内莉见面，当雅克得知这个消息后，他非常乐意为舞会注入比村里长老们想象中更多的活力。舞会因雅克的滑稽行为而陷入混乱，内莉和雅克离开了，在夜晚的湖边激情拥吻。内莉的仰慕者乌尔夫从英厄堡那里租了一个房间，他羞辱了雅克，并把他从码头上扔进了湖里。
内莉对离开英厄堡感到矛盾，在丑闻发生后，她决定和燕妮、雅克一起去城里。英厄堡和乌尔夫很难过，但英厄堡告诉他，他们必须等着，让内莉经历这段过程。在城里时，雅克告诉内莉，他曾在怀孕的妻子和孩子熟睡时杀死了他们，先是打开煤气，然后声称是意外。内莉同意陪他去警察局。燕妮捉奸在床，揭露雅克从未杀害过他的家人——这只是他为了引诱女人而编造的故事。雅克愤然离去，不久后在画面外开枪自杀。内莉回到家乡，与英厄堡和乌尔夫重逢，并暗示内莉和乌尔夫之间可能存在的关系。